# Petasus
Genre
Petasus est un genre de Trachyméduses (hydrozoaires) de la famille des Petasidae.

## Liste d'espèces
Selon World Register of Marine Species (5 avril 2016), Petasus comprend les espèces suivantes :
- Petasus atavus Haeckel, 1879
- Petasus digonimus Haeckel, 1879
- Petasus eucope Haeckel, 1879
- Petasus tiaropsis Haeckel, 1879